# TTL 7433

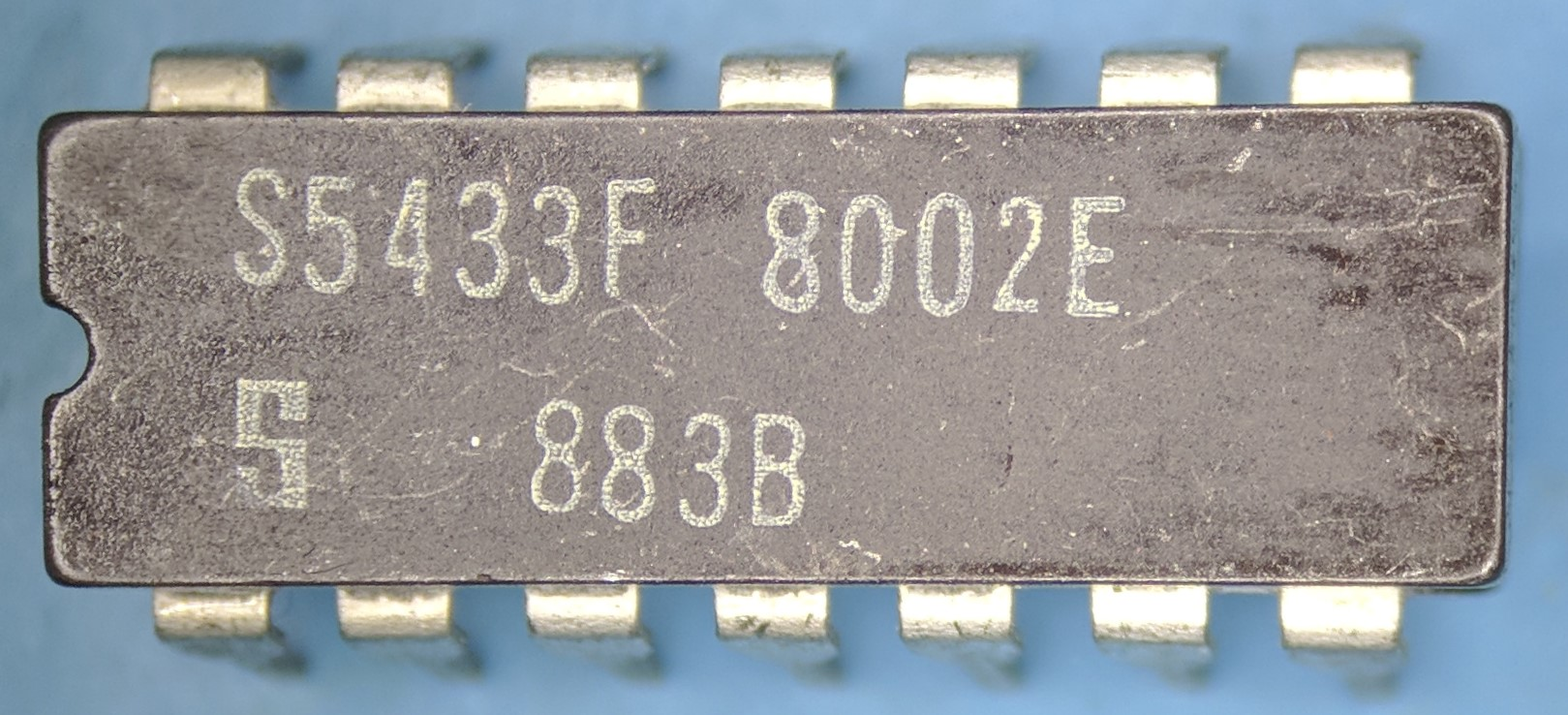
Circuito integrado S5433F da Signetics

Um die de circuito integrado S5433F

O circuito TTL 7433 é um dispositivo TTL encapsulado em um invólucro DIP de 14 pinos que contém quatro portas NOR de duas entradas com saídas em coletor aberto. Cada uma das portas possui um buffer.

## Tabela-verdade
{\displaystyle /Y={\overline {A+B}}}
| A (entrada) | B (entrada) | /Y (saída) |
| ----------- | ----------- | ---------- |
| L           | L           | H          |
| L           | H           | L          |
| H           | L           | L          |
| H           | H           | L          |

H (nível lógico alto)
L (nível lógico baixo)